# Yamanoi Takumi
Takumi Yamanoi (sinh ngày 25 tháng 10 năm 1998) là một cầu thủ bóng đá người Nhật Bản.

## Sự nghiệp câu lạc bộ
Takumi Yamanoi đã từng chơi cho Avispa Fukuoka.